# Marihuana (término)

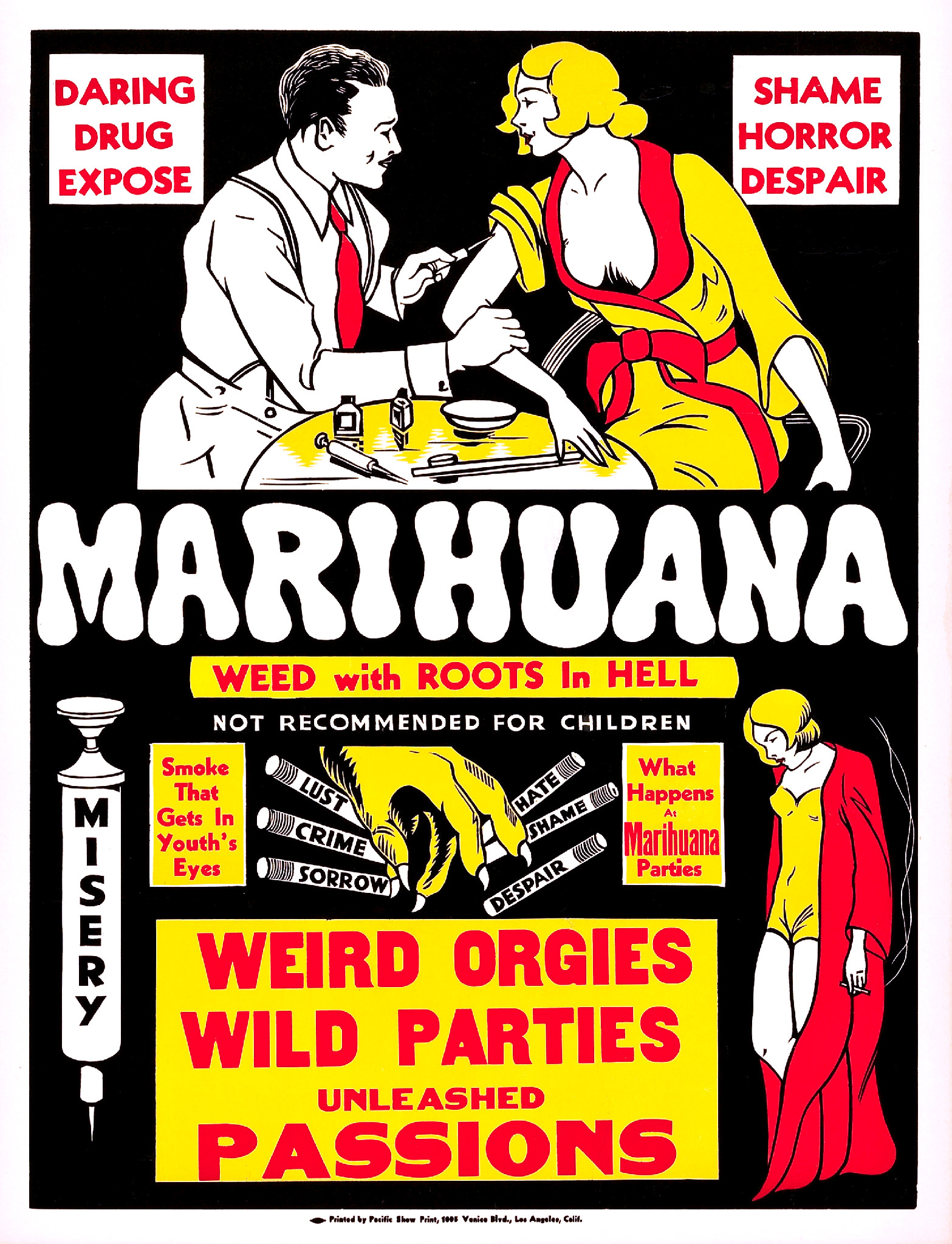
La película stoner de explotación Marihuana (1936).

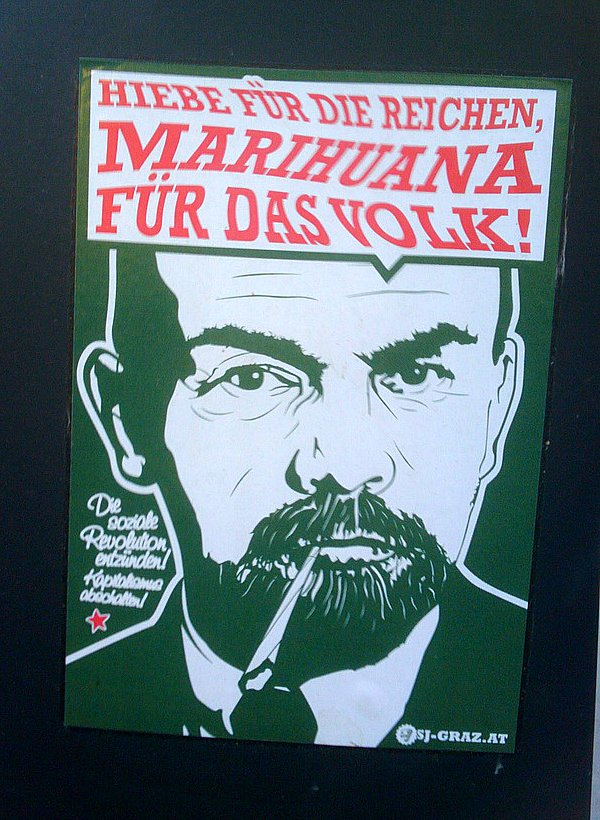
Póster de las Juventudes Socialistas de Austria (SJÖ): Hiebe für die Reichen, Marihuana für das Volk! (en alemán, '¡Palizas para los ricos, marihuana para la gente!').

Los términos «marihuana» y «mariguana» (/maɾi'wana/) son el nombre común para la planta del cannabis (y sus tres subespecies: Cannabis sativa, Cannabis indica y Cannabis ruderalis) y, más específicamente, para la sustancia psicotrópica que se obtiene de ella: el cannabis.  Ambos términos, «marihuana» y «mariguana» se originaron en México, y los dos son correctos según la Academia Mexicana de la Lengua, aunque el uso de «mariguana» se restringe a algunas zonas del sur de México y Centroamérica, mientras que «marihuana» se usa en todo el mundo hispanohablante. «Cannabis» es el nombre científico, y «cánnabis» también es correcto al ser esdrújula. «Marijuana» no es correcto. 
El término «marihuana» varía en uso, definición y aplicación legal en todo el mundo. Algunas jurisdicciones definen «marihuana» como la planta del cannabis entera o cualquier parte de ella, mientras que otras se refieren a la marihuana como la porción de la planta que contiene niveles altos de tetrahidrocannabinol (THC).   Algunas jurisdicciones reconocen la marihuana como la cepa del cannabis con propiedades psicoactivas, siendo la otra el cáñamo, que no las tiene.
La forma «marihuana» se atestigua por primera vez en español mexicano, luego se extendió a otras variedades de español e inglés, francés y otros idiomas. En 1846, la recién creada Academia Mexicana de Farmacia publicó una Farmacopea Nacional en la que se registran dos cepas de Cannabis: una que no es psicoactiva, nombrada como Sativa (el cáñamo) y otra usada por sus «hojas narcóticas», nombrada como Rosa María. En esta segunda cepa, se añadiría «mariguana» como sinónimo popular, convirtiéndose en el primer registro escrito que se tiene de esta palabra. Más tarde, en la letra la canción folclórica «La cucaracha», de la época de la Revolución (1910-1920), se encontraría el término «marihuana».
Otro término popular para la marihuana es «ganja». Véanse todos en el listado de nombres del cannabis.

## Etimología
El término podría provenir del náhuatl mallihuan, «prisionero»; así lo afirma el Oxford English Dictionary. El autor Martin Booth señala que esta etimología fue popularizada por Harry J. Anslinger en la década de 1930, durante sus campañas contra la droga. Sin embargo, el lingüista Jason D. Haugen no encuentra una base semántica para una conexión con mallihuan, lo que sugiere que la similitud fonética puede ser «un caso de homofonía accidental». El cannabis fue traído a las Américas por los europeos, por lo que es bastante improbable que el origen de la palabra sea indígena.
Otra posible etimología que está cobrando cada vez más fuerza traza los orígenes de la palabra al chino má rén huā (麻仁 花, lit. «flor de semilla de cáñamo»; en chino a la marihuana se le llama 大麻 dà má, literalmente «gran cáñamo»), posiblemente en sí mismo como un préstamo de una raíz semítica anterior *mrj «cáñamo». Este lexema también se encuentra en la palabra española «mejorana» y en inglés marjoram («orégano»), que podría estar relacionada con la palabra marihuana. De hecho, la marihuana también se conoce en México como «orégano chino».

### Asociación con el nombre de María
En la etimología popular a veces se intenta buscar el origen de la palabra en los nombres de pila femeninos María y Juana, aunque esta teoría no tiene el apoyo de ningún historiador o lingüista. 
Sin embargo, en el lenguaje coloquial de diversos lugares, Marihuana se abrevia a María, quedando asociado al nombre femenino y surgiendo multitud de nombres alternativos: «Rosa María», «Maripepa», «Marinola», «Mary Popins», «Mariana»... Marihuana también ha derivado en «María Juana», o simplemente «Juana», «Doña Juana», «Juanita» o «la Mari Juanita».

## Uso en otros idiomas

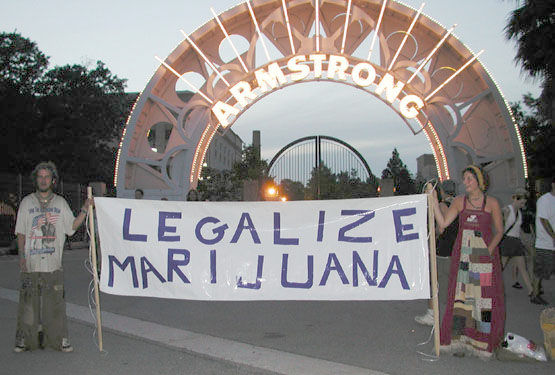
Manifestantes en Luisiana con el lema Legalize marijuana («Legalicen la marihuana»), 2001.

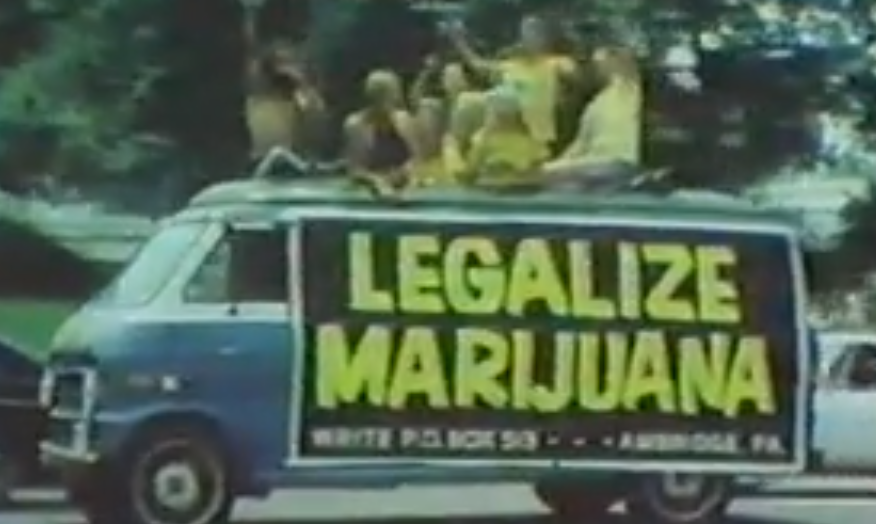
Pancarta en una furgoneta que dice Legalize marijuana («Legalicen la marihuana») en Washington D. C., 1977.

### En inglés
En el idioma inglés es común usar marijuana (pronunciado BRIT /ˌmærɪˈwɑːnə/, USA /ˌmærəˈwɑnə/), que proviene de la palabra española. La palabra entró en el uso del inglés a finales del siglo XIX. Según el Oxford English Dictionary, la primera aparición conocida de una forma de la palabra en inglés es en 1873 The Native Races of the Pacific States of North America de Hubert Howe Bancroft. Otras variantes tempranas (hoy en desuso) son mariguan (1894), marihuma (1905), marihuano (1912) y marahuana (1914).
El uso del término «marihuana» en inglés americano aumentó dramáticamente en los años 30, cuando se prefirió como un nombre alternativo de sonido exótico durante los debates sobre el uso de drogas. Se ha sugerido que en los Estados Unidos la palabra fue promovida por opositores de la droga, que querían estigmatizarla con un «nombre que suena extranjero». Según Lizzie Post, la palabra «marihuana» está en desuso porque «a principios de 1900, el término marihuana se usó deliberadamente para asociarla negativamente con la comunidad latina». La palabra fue codificada en ley y se convirtió en parte del inglés americano común con la aprobación de la Marihuana Tax Act («Ley del Impuesto sobre la Marihuana») de 1937.

### En francés
Por influencia anglosajona, también se ha vuelto común en el idioma francés usar marijuana (pronunciado /maʀiʒwana/), de la que se deriva Marie-Jeanne (/ma.ʁi.ʒan/) y en italiano, Maria Giovanna.

## Usos de la palabra

### Uso en la cultura pop y la contracultura
Desde la representación en los medios del consumo de marihuana por la subcultura hippie en la década de 1960, la palabra se asoció con la juventud revolucionaria. En 1975, el artista de reggae Peter Tosh defendió el uso de la marihuana en la canción Legalize It. Desde entonces, la palabra se ha asociado con el género cinematográfico stoner, así como shows como The Marijuana-Logues.
Entre 1964 y 1968 el poeta visual D.A. Levy, figura importante de la contracultura de Cleveland, Ohio, publicó su Marrawannah Quarterly, una publicación trimestral de poemas visuales. El nombre proviene de la pronunciación inglesa de «marihuana».

### Uso académico
Para referencia legal, de investigación y estadística, «marihuana» generalmente se refiere a las hojas secas y las copas florecientes, a diferencia de los subproductos como el hachís o el aceite de hachís que se definen y regulan de manera única. Muchas referencias legales prefieren el término «cannabis», por ejemplo, en la Convención Única sobre Estupefacientes. Sin embargo, muchas leyes y regulaciones a menudo usan el término «marihuana», como la Ley de Sustancias Controladas. Las organizaciones pro-legalización del cannabis, como la Organización Nacional para la Reforma de las Leyes de la Marihuana y el Marijuana Policy Project, junto con organizaciones políticas como Help End Marijuana Prohibition Party of Australia y Marijuana Party of Canada, también usan este término.